# Dhruva (mythologie)

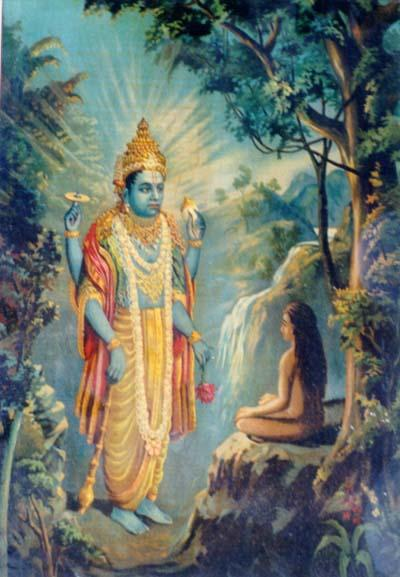
Vishnoe verschijnt aan Dhruva - een schilderij van radja Ravi Varma

Dhruva (ध्रुव) is een godheid in het hindoeïsme. De naam betekent in het Sanskriet 'vast, constant'.  Hij is de zoon van Uttānapāda en kleinzoon van Manu. 
Dhruva staat tientallen malen in de Rig-Veda vermeld en vormt de basis voor de hatha-yogastijl dru-yoga. Zijn standvastigheid heeft hem tot symbool van trouw in de hindoeïstische huwelijksceremonies gemaakt.